# Stephanus Kuijpers
Stephanus Joseph Maria Magdalena Kuijpers, (Borkel (N.B.), 22 juli 1899 – Nijmegen, 5 juli 1986) was de eerste bisschop van Paramaribo in Suriname.

## Carrière

### Opleiding
Stephan Kuijpers was een zoon van burgemeester Cornelis Kuijpers van Borkel en Schaft. 
Op 22 september 1911 ging hij naar het kleinseminarie van de redemptoristen in Roermond.
Op 5 september 1919 trad Kuijpers in bij de congregatie van de redemptoristen en legde een jaar later, op 30 september 1920, zijn kloostergeloften af. Na zijn studies filosofie en theologie aan het grootseminarie in Wittem werd Kuijpers op 10 oktober 1925 tot priester gewijd.

### Missionaris
In november 1926 vertrok de 27-jarige priester naar de toenmalige Nederlandse kolonie Nederlands-Guiana (nu Suriname) om daar als missionaris te gaan werken. Niet alleen in de hoofdstad Paramaribo, maar ook enkele jaren in het binnenland. Suriname was in die tijd een apostolisch vicariaat en de missie in dit gebied was in 1865 door paus Pius IX opgedragen aan de congregatie van de redemptoristen.

### Vicaris
Toen Kuijpers in Suriname ging werken was bisschop Theodorus van Roosmalen er apostolisch vicaris. In 1939 ging Van Roosmalen op verlof naar Nederland en werd Kuijpers aangewezen als apostolisch provicaris, plaatsvervanger van de vicaris. Door de Duitse bezetting van Nederland in de Tweede Wereldoorlog kon Van Roosmalen aan het einde van zijn verlof niet naar Suriname terugkeren. Op 16 februari 1945 werd Kuijpers vice-provinciaal (missie-overste) van de redemptoristen in Suriname. 

### Bisschop
Toen Van Roosmalen verzocht om met emeritaat te mogen gaan, volgde op 8 februari 1946 Kuijpers' benoeming tot apostolisch vicaris in Suriname en werd hij op 10 juni 1946 gewijd tot titulair bisschop van Termessus.
Het apostolisch vicariaat Suriname werd op 28 april 1958 verheven tot bisdom. De benoeming van Kuijpers tot bisschop van Paramaribo volgde op 8 mei, zijn installatie op 24 augustus 1958.

### Opvolging
Op 30 augustus 1971 werd de redemptorist en geboren Surinamer Aloysius Zichem benoemd als opvolger van Kuijpers, die met emeritaat ging. Stephanus Kuijpers verbleef de laatste jaren van zijn leven in Nederland in het klooster NEBO te Nijmegen.

## Wetenswaardigheden
- Het geboortehuis van Stephanus Kuijpers, een deftige langgevelboerderij aan de Dorpsstraat 49 in Borkel, staat op de gemeentelijke monumentenlijst van Valkenswaard en is recent gerestaureerd.
- Het dorpsplein in Borkel heet Monseigneur Kuijpersplein.
- Stephanus Kuijpers is benoemd tot Ridder in de Orde van de Nederlandse Leeuw